# Ceratostylis selebensis
Ceratostylis selebensis är en orkidéart som beskrevs av Johannes Jacobus Smith. Ceratostylis selebensis ingår i släktet Ceratostylis och familjen orkidéer.
Artens utbredningsområde är Sulawesi. Inga underarter finns listade i Catalogue of Life.